# Brandsen (Buenos Aires)
Brandsen is een plaats in het Argentijnse bestuurlijke gebied Brandsen in de provincie Buenos Aires. De plaats telt 16.100 inwoners.